# علی محمد خان زند
علی محمد خان زند یکی از سرداران زندیه که پسر محمد خان زند یا محمد بی‌کله و خواهرزاده کریم خان زند بود. وی همچون پدرش یکی از دلیرترین و بی‌کله‌ترین افراد ایل زند بود.

## شورش علی محمد خان زند بازکی خان زند
زکی خان زند برادر ناتنی کریم خان زند فردی کینه ای بود و از کریم خان هنگام تنظیم فتح‌نامه قراچمن کینه داشت از کریم خان زند نامه گرفت که علی محمد خان زند را که در بروجرد شورش کرده بود گرفته و هردو چشمش را نابینا سازد. زکی خان عین نامه را برای علی محمد خان زند فرستاد. علی محمد خان زند نیز پس از اطلاع از دستور کریم خان زند، در جریان مخالفت و اعلام استقلال و خودسری با زکی خان هم‌آواز شد. بنابرین، زکی خان و علی محمد خان به عنوان نخستین اقدام جنگی به اصفهان وارد شده، شهر را غارت کردند. آنها به این کار هم بسنده نکردند و سه روز به ضرب چوب ۶۰ هزار تومان از مردم پول گرفتند و گوش و بینی عده ای را بریدند.
کریم خان که پس از سرکوبی سرکشان آذربایجان، تصمیم داشت برای کشورگشایی به آن سوی رود ارس، برود از شنیدن این اخبار نگران شده پس از گرفتن گروگان از منتفذین و بزرگان شهرهای مختلف آذربایجان فتحعلی خان و جمعی دیگر از مخالفین سابق خود را همراه کرده به سرعت تمام خود را به کاشان رسانید زکی خان که از رسیدن وی آگاه شد زنان و فرزندان کریم خان و بزرگان اصفهان و حومه را به صورت یک کاروان سنگین و طولانی به راه انداخته از آب کارون گذشت و از طریق کوه‌های سخت و مرتفع خود را به میان ایلات بختیاری رسانید.

## کشته شدنفتحعلی خان افشارو تسلیم شدنزکی خان زند
کریم خان بسرعت به دنبال زکی خان شتافت هنگام ورود به چمن گندمان ناگهان رو به فتحعلی خان افشار کرد و به تندی گفت: «خان میدانی این‌جا کجاست؟ آن روز را به خاطر داری فتحعلی خان هم بدون آنکه ابراز شرمساری کند با پوزش بخواهد بیدرنگ پاسخ داد: «آن روز روزی بود و امروز روزی»، کریم خان چنان از این پاسخ تند و در حال، خشمگین شد که بیدرنگ دستور داد فراشان طناب در گردنش انداختند و او خفه کردند(۱۱۷۷ هجری قمری).
چند سال پیش، در این محل، پس از جنگ قمشه همین فتحعلی خان افشار به عنوان سردار و همه‌کاره آزادخان به تعقیب کریم خان پرداخته بود. کریم خان خسته و شکسته در حین فرار ناچار با دستی با دشمن می‌جنگید و با دستی زن و بچه خود را از راه‌های سخت کوهستانی و رودخانه پرآب می‌گذرانید. یکی از زنان کریم خان قنداقه طفلی شیرخوار را در یک دست و افسار اسب را در دستی دیگر گرفته بود و از ترس افتادن قنداقه نوزاد آهسته و با تردید از رودخانه می‌گذشت. کریم خان که دشمن را در پشت سر خود می‌دید، به نوک نیزه قنداقه آن بچه ضعیف و بی گناه را از کنار مادرش ربوده و در آب انداخته بود. اما خاطره تلخ آن روز پس از سالها، هنوز در ذهنش باقی مانده بود به همین جهت وقتی دوباره به همان مکان رسید نتوانست آن واقعه مخوف را از یاد ببرد. جسد فتحعلی خان را در آستانه امامزاده شاهرضای قمشه به خاک سپردند. همان جایی که اسکندر برادر مادری کریم خان پس از کشته شدن در جنگ قمشه به خاک سپرده شده بود.
همراهان زکی خان از شنیدن خبر قتل تحعلی خان افشار بسیار به وحشت افتاده و از گرد زکی خان پراکنده شدند. زکی خان که خود را تنها و بدون یاور دید زنان و فرزندان کریم خان و دیگران را که همراه برده بود رها ساخت و خود با زن و فرزند خویش به همراه علی محمد خان به سوی خوزستان حرکت کرد.

## در راه سرکوب علی محمد خان و زکی خان
کریم خان در حین حرکت به خوزستان خواست که از ایلات بختیاری نیز زهر چشمی گرفته باشد اما کدخدایان بختیاری که خشم کریم خان را نسبت به خود می‌دانستند به عنوان معذرت اسب و استر فراوانی به حضور وی پیشکش کردند. کریم خان نیز گناهان آنان را در کمک به علی مردان خان و بعد به زکی خان بخشید ولی به آنان دستور داد که از محل خود یعنی ناحیه کوهستانی و صعب العبور بیرون آمده در سایر نقاط مستقر شوند و برای این منظور دو طایفه بزرگ هفت لنگ و چهار لنگ بختیاری را به قم و بلوک قای فارس کوچانید و عده ای را نیز از سرحد اصفهان تا خوار و ورامین متفرق نمود.
کریم خان پس از این اقدام به سمت خرم‌آباد رفت زیرا والی لرستان به نام اسماعیل خان فیلی که مخدوم قدیم طوایف زند و سایر ایلات از بود، اطاعت از کریم خان را نمی‌پذیرفت. کریم خان تا حدود مرزهای عراق عرب که در آن موقع در دست عثمانی بود پیش رفت و سپس در شوشتر به سواران نظر علی خان زند، مأمور تعقیب زکی خان پیوست.

## تسلیم شدن علی محمد خان زند
علی محمد خان از راه کوه‌های بختیاری خود را به قم رسانده متحصن شد. زکی خان هم که دیگر راه به جایی نمی‌برد به نظر علی خان پیغام داد که بدو و راه دهد تا نزد وکیل رود. نظر علی خان هم دوهزار سوار را مأمور کرد که مواظب او باشند تا اگر بخواهد جز به درگاه دلاور زند به جایی دیگر رود او را بگیرند. زکی خان با چند نفر از غلامان خود را به اصطبل (طویله خاص کریم خان رسانیده بست نشست. کریم خان او را بخشید ولی آمدن زکی خان به حضور خود را ممنوع کرد (۱۱۷۸ هـ. ق).

## کشتن شیر توسط علی محمد خان زند
علی محمد خان با اینکه مثل اکثر افراد طایفه زند، خصلت شجاعت و جنگاوری را داشت، اما فردی عیاش و ظالم بود، در تاریخ آمده است که کریم خان زند به خاطر ظلم‌هایی که وی در حق مردم مازندران کرده بود، تصمیم به مجازاتش گرفت، بنابراین دستور داد که او را در قفس یک شیر محبوس کنند، در حالی که فقط یک خنجر و یک ردا داشت، علی محمد خان ردایش را دور دست چپش پیچید و آنرا در دهان شیر کرد، در همین حال خنجری که در دست راستش بود را در قلب شیر فروکرد و او را کشت. اینگونه بود که از مرگ نجات پیدا کرد و مدتی بعد هم بخشیده و آزاد شد. از آن زمان به بعد به او لقب «شیرکُش» را دادند و به این لقب شهرت پیدا کرد.

## کشته شدن علی محمد خان
علی محمد خان زند پس از فتح بصره توسط صادق خان زند به دستور کریم خان زند حاکم بصره شد.
او برخلاف صادق خان که مردی با تدبیر بود و با اینکه علاقه بسیاری به پول و ثروت داشت اما باز آن را به اعراب هدیه کرد تا پشتیبانی ارزنده ای برای سپاه زنده در بصره داشته باشد، مردی دلاور، بی‌باک و ظالم بود.
هنوز مدتی از حکومت علی محمد خان نگذشته بود که اعراب منتفج طبق آدب و رسوم خود قرآنی را به خان حاکم فرستادند تا بر پشت آن پیمان نامه نوشته و مهر کند و باز فرستد تا بین اعراب بدوی و حاکم بصره قراری و امانی باشد. علی محمد خان کلام‌الله مجید را به همان نحو که اعراب خواسته بودند مهر کرد و فرستاد. اعراب منتفج با در دست داشتن امان نامه با خاطری آسوده از بیابان به حدود بصره آمدند تا مقداری پیشکشی تهیه نمایند؛ ولی خان حاکم بس دلیل عده ای را مأمور غارت اموال و گرفتن زنان و مردان ایشان کرد. اعراب که ازین پیمان‌شکنی خبر نداشتند در برابر مأموران ایستادند و آنها را شکست دادند.
هنگامی که این خبر به گوش علی محمد خان شیرکُش رسید بسیار برآشفت. او که جوانی مغرور و تند و تیز و مست بود، با سپاهی که در اختیار داشت شخصاً به سمت اعراب برای سرکوب آنها رفت.
مشایخ و بزرگان منتفج هرچه پوزش خواستند و از گناه ناکرده معذرت طلبیدند خان حاکم راضی نشد و حتی دوبار سادات آن قوم با کلام‌الله مجید مهر شده و تعهد باج و پیشکش به نزد وی آمدند ولی خان باز نپذیرفت.
اعراب منتفج نیز هنگامی که سرسختی خان را دیدند برای حفظ جان و مال و ناموس خویش به جنگ برخاستند و برای جلوگیری از حرکت سواران زند آب بر میدان جنگ افکندند و صحرا همچون دریا شد. در نتیجه اسبان سپاهیان دلاور زند به علت گل فراوان از حرکت بازایستادند و اعراب عده ای را کشتند وگروهی را اسیر گرفتند و تنها تعداد کمی توانستند خود را به کشتی‌های کوچک شط رسانده و رهایی یابند. اما علی محمد خان زند که لری دلیر و بیباک و یکدنده بود و فرار از میدان جنگ را برای هود ننگ می‌دانست به جنگ ادامه داد. در آن گیر و دار غلامی سیاه از پشت با کتاره ضربه ای شدید بر کتف آن جوان دلیر زد به طوری که خان پس از دو سه ساعت بدان زخم درگذشت.
برادرش مهدی خان نیز در آن جنگ کشته شد و علی همت خان برادر کوچک آنان جریان را به دربار زند اطلاع داد.